# Halcuriidae
Halcuriidae är en familj av koralldjur. Halcuriidae ingår i ordningen havsanemoner, klassen Anthozoa, fylumet nässeldjur och riket djur. Enligt Catalogue of Life omfattar familjen Halcuriidae 7 arter. 
Kladogram enligt Catalogue of Life:
| Halcuriidae | \| \| Carlgrenia \| \| \| \| \| \| Halcurias \| \| \| \| |
|             | \| \| Carlgrenia \| \| \| \| \| \| Halcurias \| \| \| \| |
|             | Carlgrenia                                               |
|             |                                                          |
|             | Halcurias                                                |
|             |                                                          |